# Siège de Carcassonne (1209)
Pour les articles homonymes, voir Siège de Carcassonne.
Croisade des albigeois
Batailles
Chronologie de la croisade des albigeois
- Béziers
- Carcassonne

- Minerve
- Termes
- Lavaur
- Montgey
- 1er Toulouse
- Castelnaudary
- Muret

- Beaucaire
- 2e Toulouse
- Marmande
- Baziège
- 3e Toulouse

- Avignon
- Montségur

Le siège de Carcassonne est une opération militaire qui met fin à la première croisade des Albigeois.

## Le début de la croisade
Depuis près d'un demi-siècle, le catharisme s'était implanté et développé en Occitanie, au point d'inquiéter les autorités religieuses. Le pape Innocent III avait envoyé un légat Pierre de Castelnau auprès du comte Raymond VI de Toulouse, mais devant la mollesse de ce dernier à combattre l’hérésie, l’avait excommunié. Pierre de Castelnau avait ensuite été assassiné le 14 janvier 1208 alors qu’il quittait la région pour revenir à Rome. Le pape avait alors décidé de prêcher une croisade contre les cathares.
De nombreux seigneurs français se croisent, et l’expédition démarre au printemps 1209. Le 18 juin 1209, Raymond VI de Toulouse fait amende honorable et rejoint la croisade, pour protéger ses états, et la croisade se tourne contre une autre région, les vicomtés de Béziers et de Carcassonne, tenues par le vicomte Raymond-Roger Trencavel.
Ce dernier comptait sur la ville de Béziers pour retenir les Croisés. Les murailles étaient suffisamment solides, la ville suffisamment ravitaillée et armée pour espérer résister à un assaut le temps de la quarantaine. En effet, les croisés étaient tenus à assurer quarante jours de services militaires, et le vicomte Trencavel tablait sur une diminution de l'effectif de l'armée croisée au bout de cette période. Mais l’imprudence de quelques Biterrois livra la ville aux croisés après seulement quelques jours de siège (22 juillet 1209). La ville est pillée et incendiée et sa population massacrée, semant la consternation et frappant de terreur les Occitans.
Un certain nombre de seigneurs et de cités occitans préfèrent alors cesser la résistance et rejoignent la croisade, qui quitte les ruines de Béziers le 26 juillet en direction de Carcassonne.

## Le siège

### L'arrivée des croisés

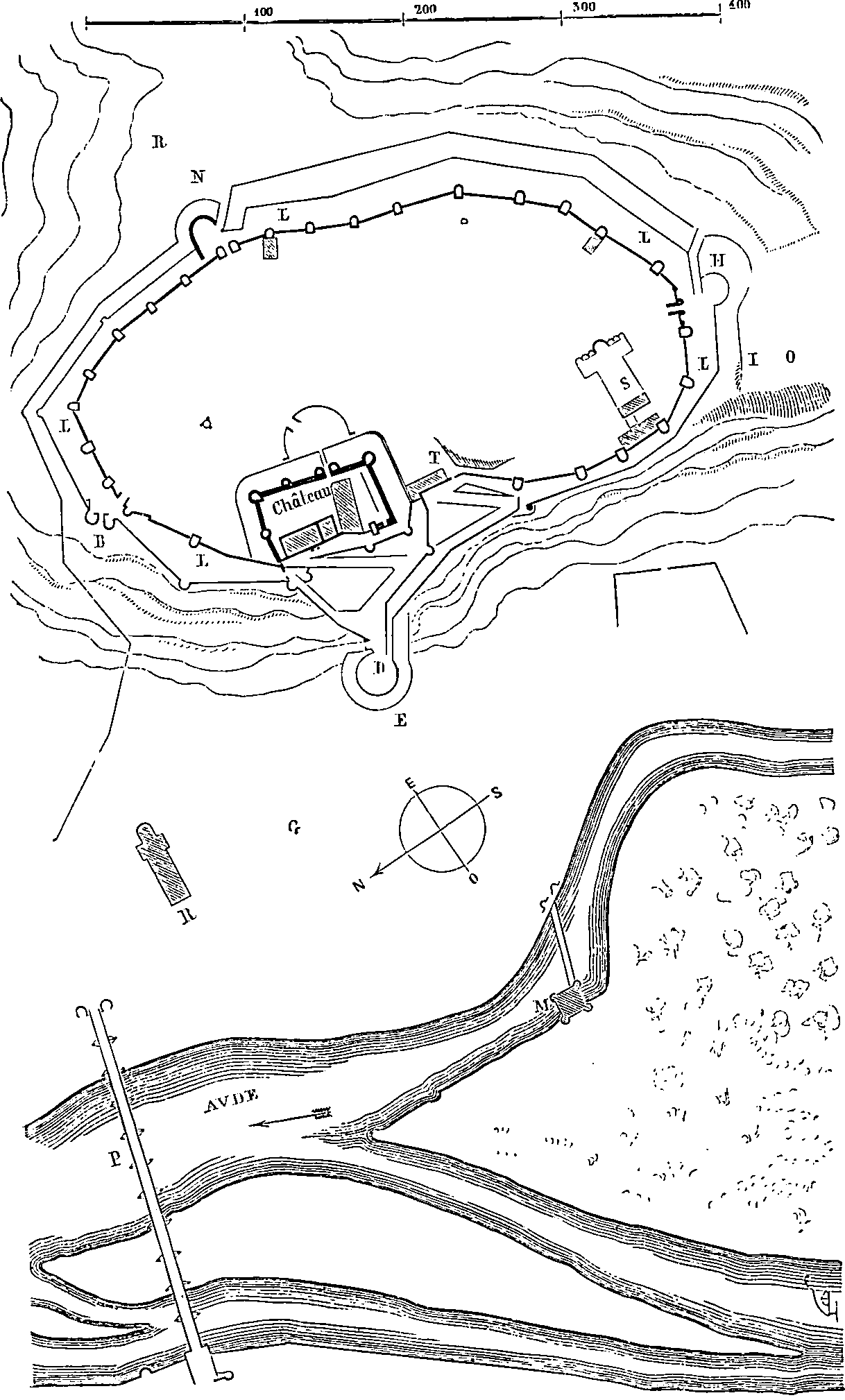
plan de la cité médiévale de Carcassonne, par Viollet-le-Duc. Les quartiers du Bourg et de Castellar n'existent plus au XIXe siècle et se trouvaient à l'extérieur de l'enceinte.

En temps normal, Carcassonne abrite trois à quatre mille habitants, mais de nombreux paysans, fuyant la croisade, s'y sont réfugiés. En période de canicule, les conditions sanitaires risquent de se dégrader dangereusement. Les croisés arrivent au pied de la ville dans l'après-midi du samedi 1er août et établissent un campement. Raymond-Roger, profitant du désordre de ces derniers, veut tenter une sortie, mais le seigneur Pierre Roger de Cabaret l'en dissuade, voulant éviter l'erreur qui perdit Béziers. Il l'incite au contraire à rester vigilant en cas d'attaque, ou si les croisés tentent de prendre leurs points d'eau. La journée du dimanche 2 août se passe sans évènement notable.
À l'aube du 3 août, les croisés attaquent le Bourg, l'un des quartiers excentrés de Carcassonne. La veille, Trencavel l'avait fait évacuer, car trop difficile à défendre, et la prise et l'incendie du Bourg ne compromet pas la défense de la ville. Le même jour, les croisés occupent la rive gauche de l'Aude, coupant la cité de son approvisionnement en eau, sans que Trencavel ne tente quelque chose pour les en empêcher.

### La médiation de Pierre II
Peu après, Pierre II, roi d'Aragon, se présente à Carcassonne. De fait, en tant que comte de Barcelone, il est le suzerain de Trencavel et voit avec une grande inquiétude une armée croisée intervenir dans une région où il projette d'accroître son influence. Son objectif est donc que tout rentre dans l’ordre le plus rapidement possible, que les croisés retournent dans le nord.
Arrivant dans le camp des croisés, il se rend auprès de Raymond VI, son beau-frère. Puis il demande au légat pontifical  Arnaud Amaury, l'autorisation de se rendre dans la ville et de parlementer avec Trencavel. Le légat accepte, espérant faire l'économie d'un siège si le roi parvient à convaincre le vicomte de l'inutilité de la résistance. Pierre II se rend dans la ville, accompagné de trois chevaliers. Trencavel énonce les maux que les croisés ont causé à ses états, et demande au roi son assistance, comme le doit tout suzerain en faveur de son vassal. Mais Pierre lui fait remarquer la faible importance de ses troupes et lui rappelle que le pape lui avait demandé de chasser les hérétiques et qu'il n'en avait rien fait. En réalité, le roi d'Aragon ne veut pas se brouiller avec l'Église.
À la fin de l'entretien, il consent à ce que Pierre II négocie une reddition dans les meilleures conditions. Mais le roi se heurte à l'intransigeance d'Arnaud-Amaury qui exige une reddition sans condition, consentant seulement la liberté de Trencavel et de onze chevaliers. Trencavel refuse cette offre, jurant qu'il préfère laisser ses gens et lui-même se faire tuer que d'accepter une pareille honte. N'ayant rien obtenu, le roi repart le 6 août vers l'Aragon.

### La reddition
Le 7 août, les croisés attaquent de nouveau l'autre faubourg de Carcassonne, le Castellar. Les ribauds jettent des fagots dans les fossés et les croisés pénètrent dans le faubourg, sous une pluie de pierres, carreaux d'arbalètes et de flèches. Les pertes importantes les obligent à battre retraite.
Les croisés mettent alors en place des machines de siège et bombardent le faubourg. Une brèche est ouverte dans le rempart, et les Français envahissent le Castellar. Les défenseurs sont repoussés vers la ville, tentent une contre-attaque avec des renforts de la ville, mais doivent céder le faubourg.
Les jours qui suivent, le manque d’eau commence à se faire cruellement sentir dans la ville. Les puits sont à sec, et les points d’eau inaccessibles, car tenus par les croisés. Le 14 août, un messager des croisés se présente à la tête d’une délégation de trente chevaliers et demande à parlementer avec Raymond-Roger. Lui démontrant qu’il ne pouvait espérer recevoir des secours, il l’exhorte à venir négocier la reddition de la ville. Trencavel se rend au camp des croisés pour négocier, mais il est retenu comme otage.
En effet, ni Trencavel ni les croisés n’avaient intérêt à ce que la ville soit prise d’assaut puis mise à sac comme Béziers. Raymond Roger Trencavel se devait de protéger les populations qui s’étaient mises sous sa protection et négocier les meilleures conditions pour ces dernières. De leur côté, les croisés savaient qu’ils devaient confier les vicomtés à l’un des leurs, qui devait disposer de suffisamment de revenus pour financer la suite de la lutte contre le catharisme.
Après les négociations, la reddition de la ville est fixée au 15 août. Trencavel se donne comme unique otage pour garantir la reddition. Le quinze août, tous les habitants de Carcassonne doivent quitter la ville en ne portant que leur seuls vêtements et en abandonnant toutes les possessions, y compris les armes et les chevaux pour les combattants. Même les Parfaits, pourtant reconnaissables à leur maigreur, ne sont ni inquiétés ni appréhendés.

## Conséquences
Après la prise de la ville, Arnaud Amaury ne relâche pas son otage, mais le jette en prison, en dépit de son loyalisme. Plusieurs chevaliers murmurent contre le traitement indigne qui lui est infligé, mais aucun n'ose s'opposer au légat. Trencavel meurt en prison le 10 novembre 1209. La vicomtesse et son fils se réfugient dans le comté de Foix, mais Raimond II Trencavel n'aura qu'une vie d'exilé, avant de faire sa soumission définitive en 1247. Les Carcassonnais se dispersent et se réfugient dans la Montagne Noire, le Lauragais, Toulouse ou l'Espagne.
Après discussions et négociations, les vicomtés sont confiées à Simon IV de Montfort. La première croisade des Albigeois se termine, et les barons commencent à rentrer chez eux, ayant effectué leurs quarante jours de service. Simon de Montfort devra désormais faire la conquête des vicomtés avec des effectifs diminués et changeants, qui n'hésitent pas à quitter le champ d'une action militaire le quarantième jour de leur service, quelle qu'en soit l'issue.